# Dienst Luchtvaartpolitie
De Dienst Luchtvaartpolitie (LVP) is een onderdeel van de Dienst Infrastructuur (DINFRA) binnen de Landelijke Eenheid van de Nederlandse politie.
Dienst Luchtvaartpolitie is gestationeerd op Schiphol-Oost. Momenteel wordt er gevlogen met zes EC135 en drie AW139 helikopters. Naast het leveren van luchtsteun aan de regionale politie-eenheden, heeft de luchtvaartpolitie ook een afdeling Luchtvaarttoezicht. Deze laatste houdt zich voornamelijk met naleving van de Luchtvaartwetgeving door gebruikers van de Nederlandse vliegvelden en gebruikers van het Nederlands luchtruim.

## Huidige organisatie
In 2018 heeft de LVP 109 medewerkers, die over twee hoofdprocessen verdeeld zijn. Bij het proces Luchtsteun werken 92 medewerkers, de overige zeventien bij Luchtvaarttoezicht (de politie voor de luchtvaart).
De Luchtsteun verleent steun vanuit de lucht aan de collega’s op de grond en de andere groep is werkzaam op de grond aan de luchtvaart. Zij werken aan handhaving en opsporing en verrichten strafrechtelijk onderzoek naar (ernstige) incidenten, zeg maar: de wet- en regelgeving speciaal voor de luchtvaart.
De LVP telt ongeveer veertig vliegers en twintig Tactical Flight Officers (TFO). Zij bedienen apparatuur achter in de helikopter. Ongeveer tien mensen zijn belast met vluchtvoorbereiding, -monitoring en -afhandeling. Dit omvat bijvoorbeeld het indienen van een vluchtplan, het bekijken van de weersverwachting en het monitoren van het weer tijdens een vlucht. Twintig technici zorgen voor onderhoud, herstel en administratieve afhandeling van technisch onderhoud. Het merendeel van de medewerkers is afkomstig van andere politieonderdelen.

## Geschiedenis
Op 1 februari 1949 nam het nieuwe Korps Orde en Veiligheid de brandweer en politietaken op Luchthaven Schiphol over van de KLM en van de gemeente Amsterdam. Daarvoor werden de politietaken door de KLM bedrijfsbeveiliging uitgevoerd.
Op 1 juli 1951 werden dertien leden van de Luchthavenpolitie benoemd tot onbezoldigd rijksveldwachter. Zij waren daarmee weliswaar bijzonder opsporingsambtenaar van het Korps Rijkpolitie, maar de Luchthavenpolitie was geen onderdeel van de Rijkspolitie. Het was deel van de NV Luchthaven Schiphol.
Op 1 maart 1953 werd de Dienst Luchtvaart van het Korps Rijkspolitie opgericht op Schiphol.
Als commandant werd aangewezen Dirigerend officier der Rijkspolitie 3e klasse, jhr. B.W.F. de Beaufort.:p151
In de jaren '80 bestond de Dienst Luchtvaart van het Korps Rijkspolitie uit de volgende onderdelen:
- Informatievoorziening
  - Berichtencentrum
  - Fotodienst
- Vorming & instructie
  - Voorlichting Bijzondere onderzoeken
- Algemeen beheer
  - Administratie en beheer
  - Interne zaken en materieel
  - Kantine
- Vliegdienst
- Vliegtechnische zaken
- LuchtvaartonderzoekenPantserauto Rijkspolitie Dienst Luchtvaart 1991

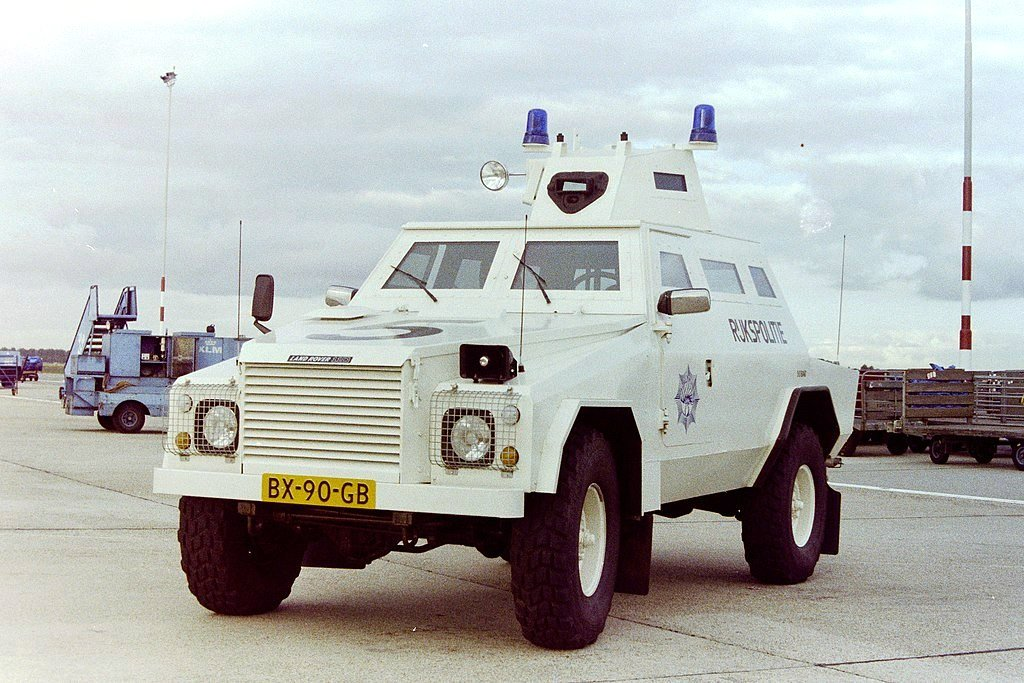
Pantserauto Rijkspolitie Dienst Luchtvaart 1991

  - Regio NW (m.u.v. Luchthaven Schiphol) Post Schiphol
  - Regio ZO Post Beek
  - Regio ZW Post Rotterdam
  - Regio NO Post Eelde
- Luchthaven Schiphol
  - Recherche
  - Beveiliging (±130 man) met o.a. gepantserde Shorland-voertuigen

De Dienst Luchtvaart kende ook nog posten in de vorm van een bureau op het vliegveld Eelde en bureau op vliegveld Beek later het Maastricht-Aachen Airport).
De Dienst Luchtvaartpolitie was tot 1993 als Dienst Luchtvaart onderdeel van het Korps Rijkspolitie en tot 2013 onderdeel van de Dienst Operationele Samenwerking van de KLPD-diensten.

### Taken
Rechercheurs van de Dienst Luchtvaart van het Korps Rijkspolitie surveilleerden op luchthavens en controleerden tevens op het bezit van verboden wapens, explosieven, drugs enz.
De vliegdienst hield vrijwel zonder onderbreking twee Cessna’s en later twee helikopters van het type BO-105 in de lucht, voornamelijk boven de snelwegen.
In samenwerking met de Algemene Verkeersdienst (AVD) van het Korps Rijkspolitie werd het snelverkeer nauwlettend in de gaten gehouden. Vanuit de lucht was er direct contact met de meldkamer van de AVD te Driebergen die de meldingen doorgaf aan de surveillance-eenheden.
De Dienst Luchtvaart van het Korps Rijkspolitie ondersteunde met behulp van luchtfotografie bij het registreren en reconstrueren van misdrijven van velerlei aard.

### Samenwerking op het gebied van luchtvaart met andere instanties
Samen met het SAFA-team (Safety Assessment of Foreign Aircraft) van de Inspectie Leefomgeving en Transport controleert de Luchtvaartpolitie vliegtuigen, de vluchtvoorbereiding en de vluchtdocumenten.

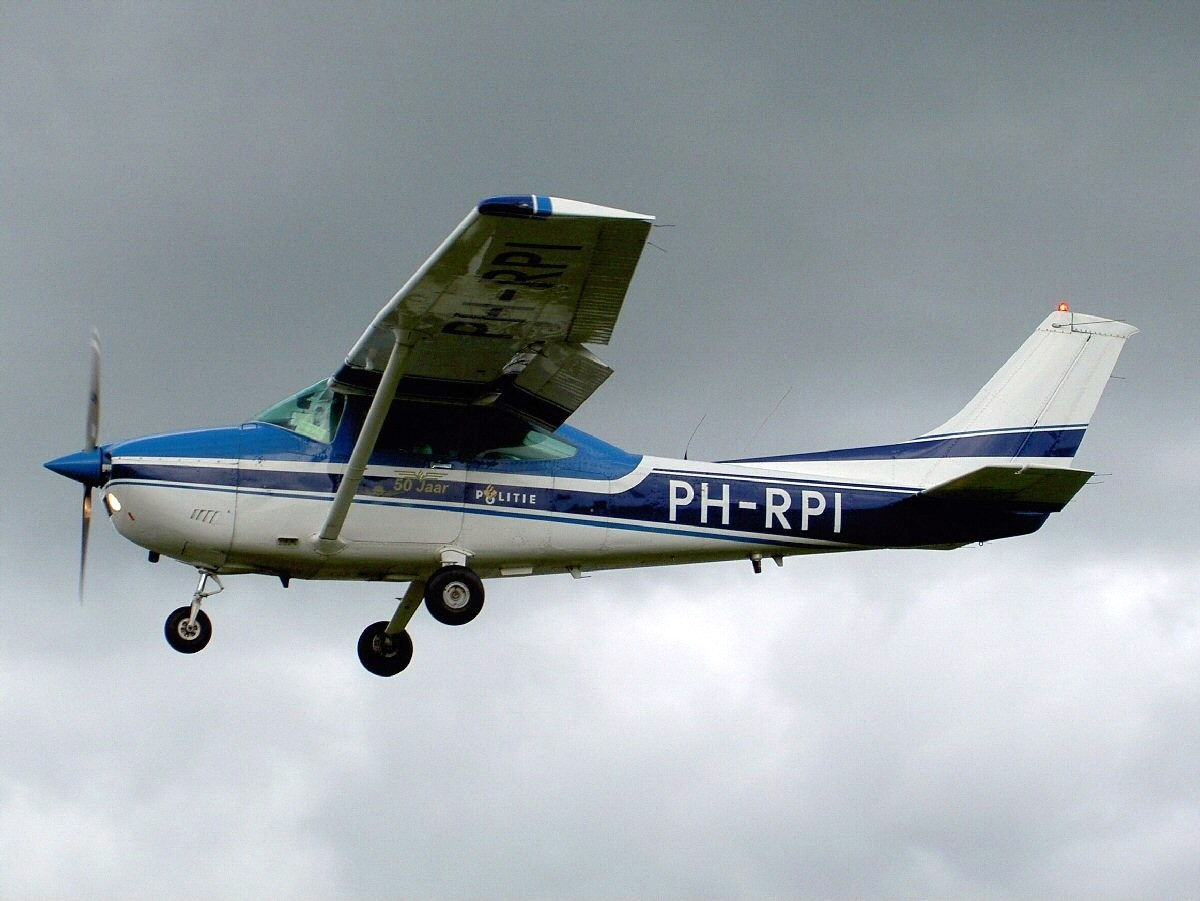
Cessna 182 PH-RPI van de Nederlandse politie

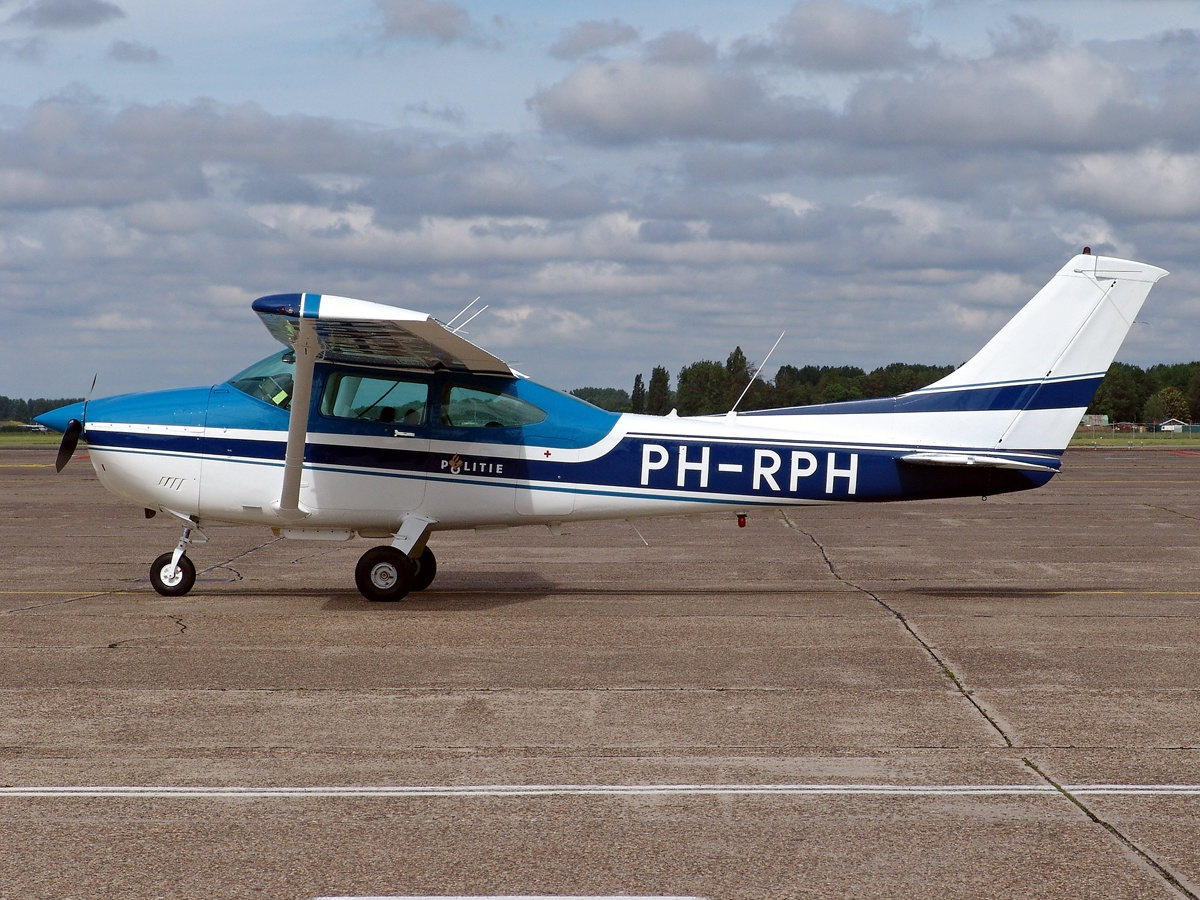
Cessna 182 PH-RPH van de Nederlandse politie

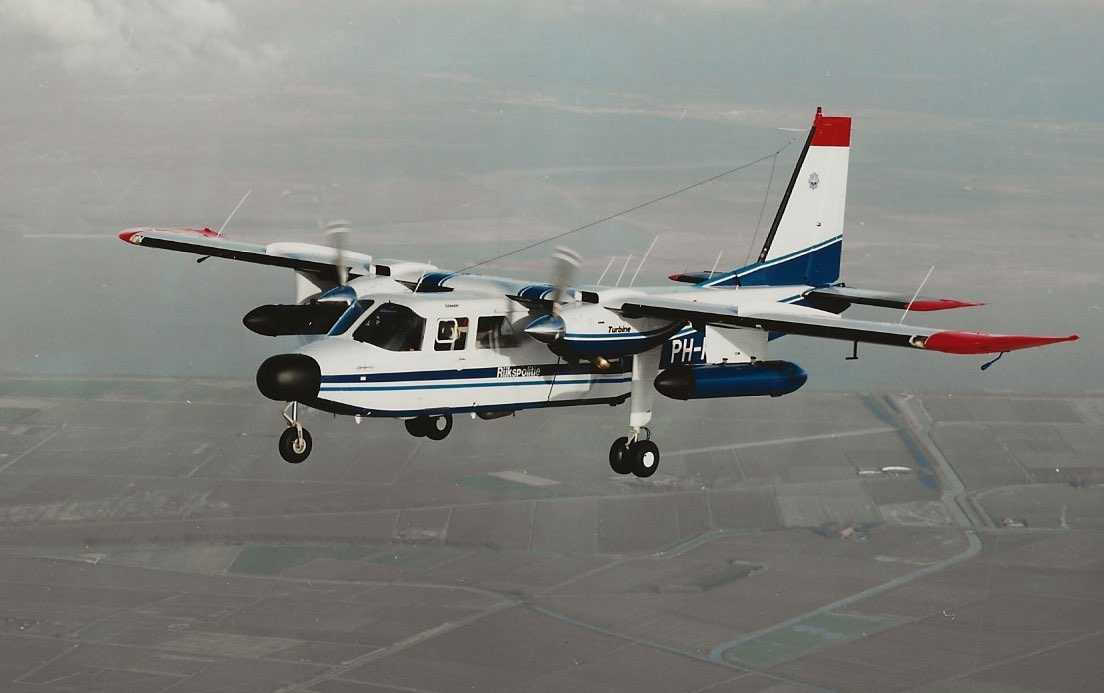
Britten Norman Islander BN2T

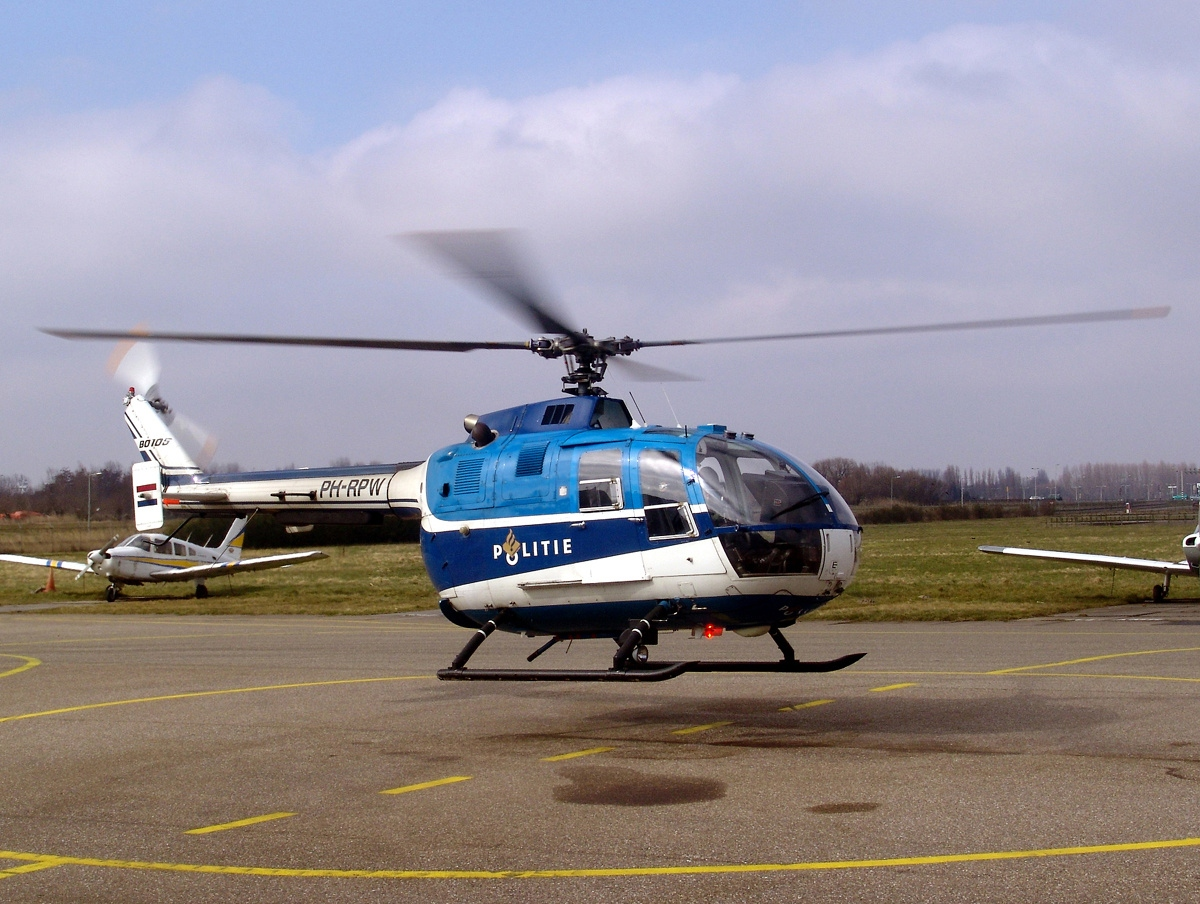
BO-105C PH-RPW van de Nederlandse politie

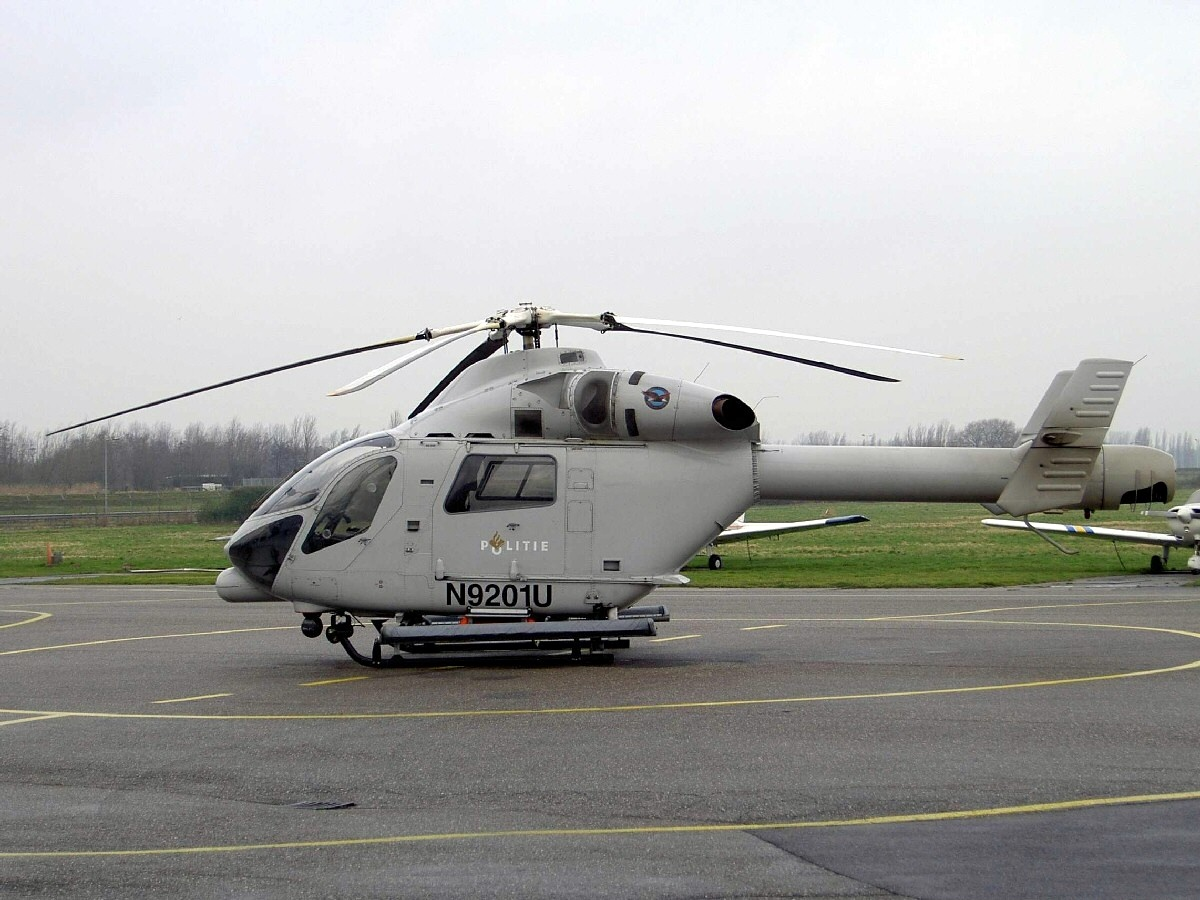
MD-902 Explorer N9201U

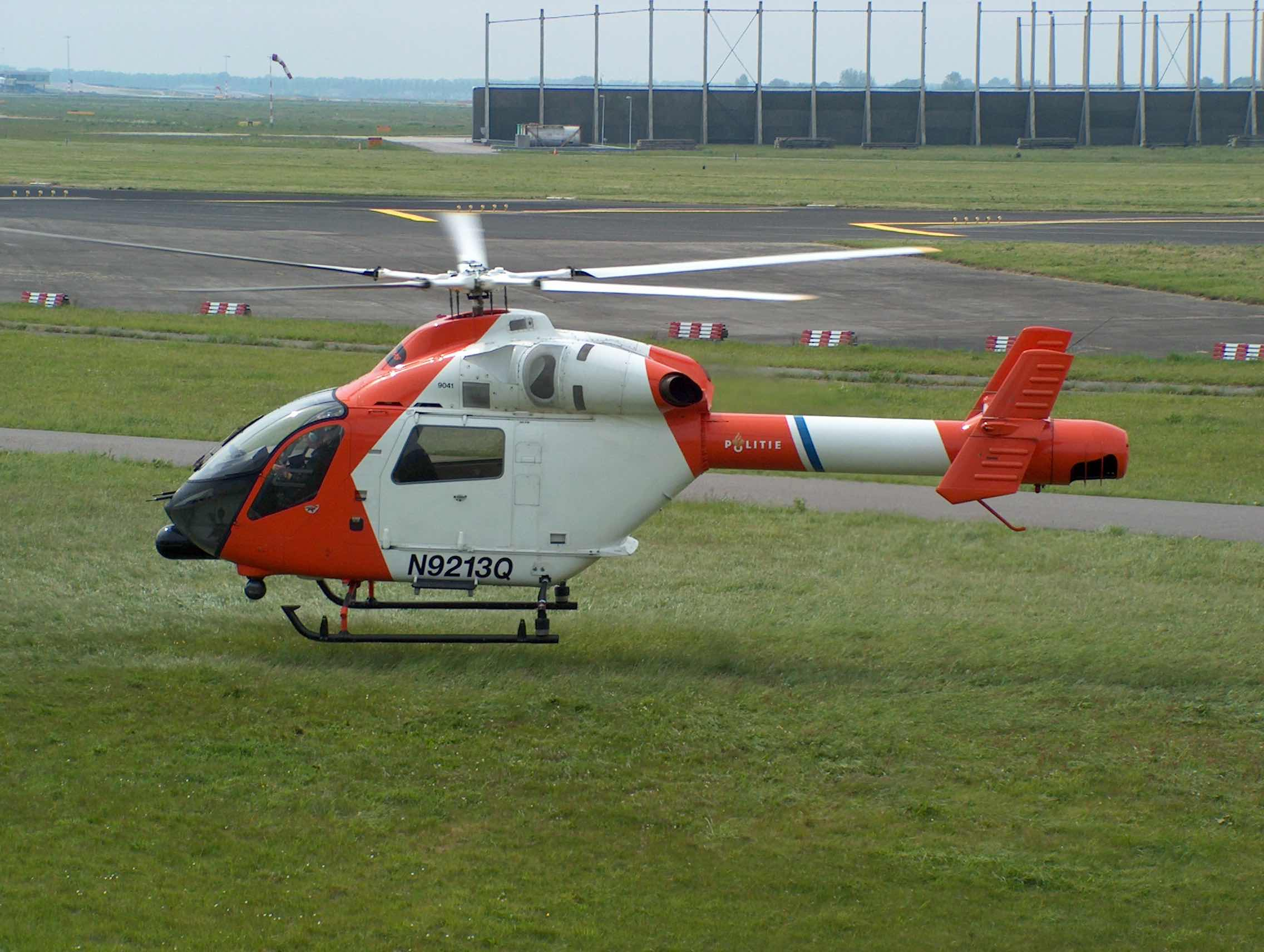
MD-902 Explorer N9213Q

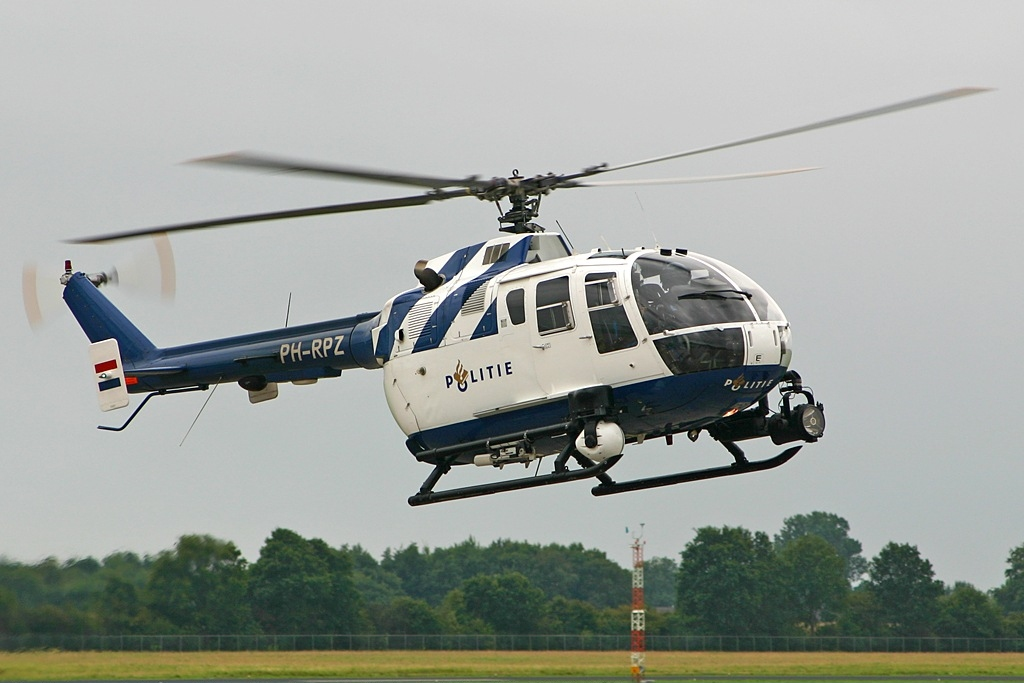
BO-105C PH-RPZ van de Nederlandse politie (2007)

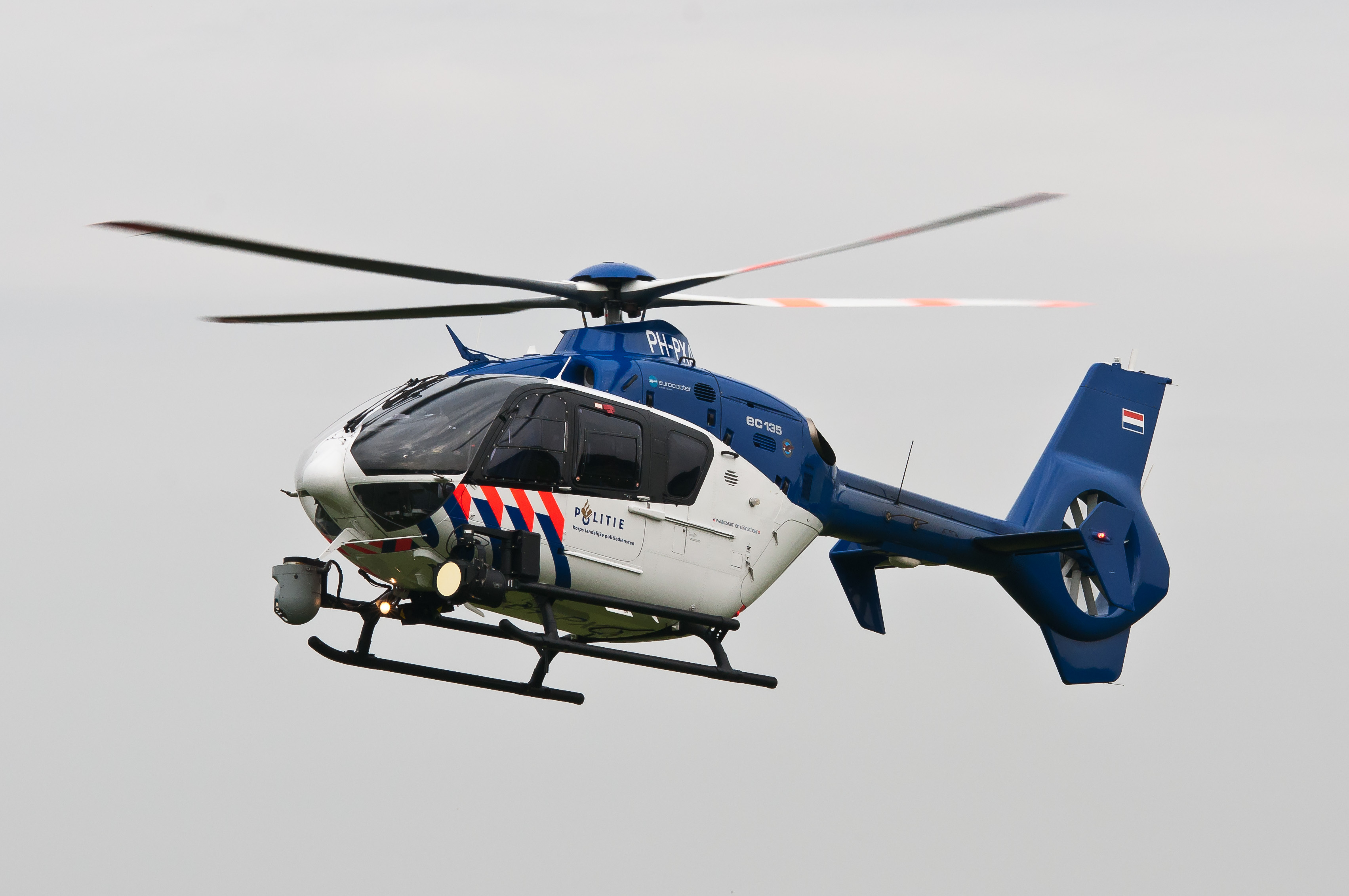
Eurocopter EC-135 PH-PXA

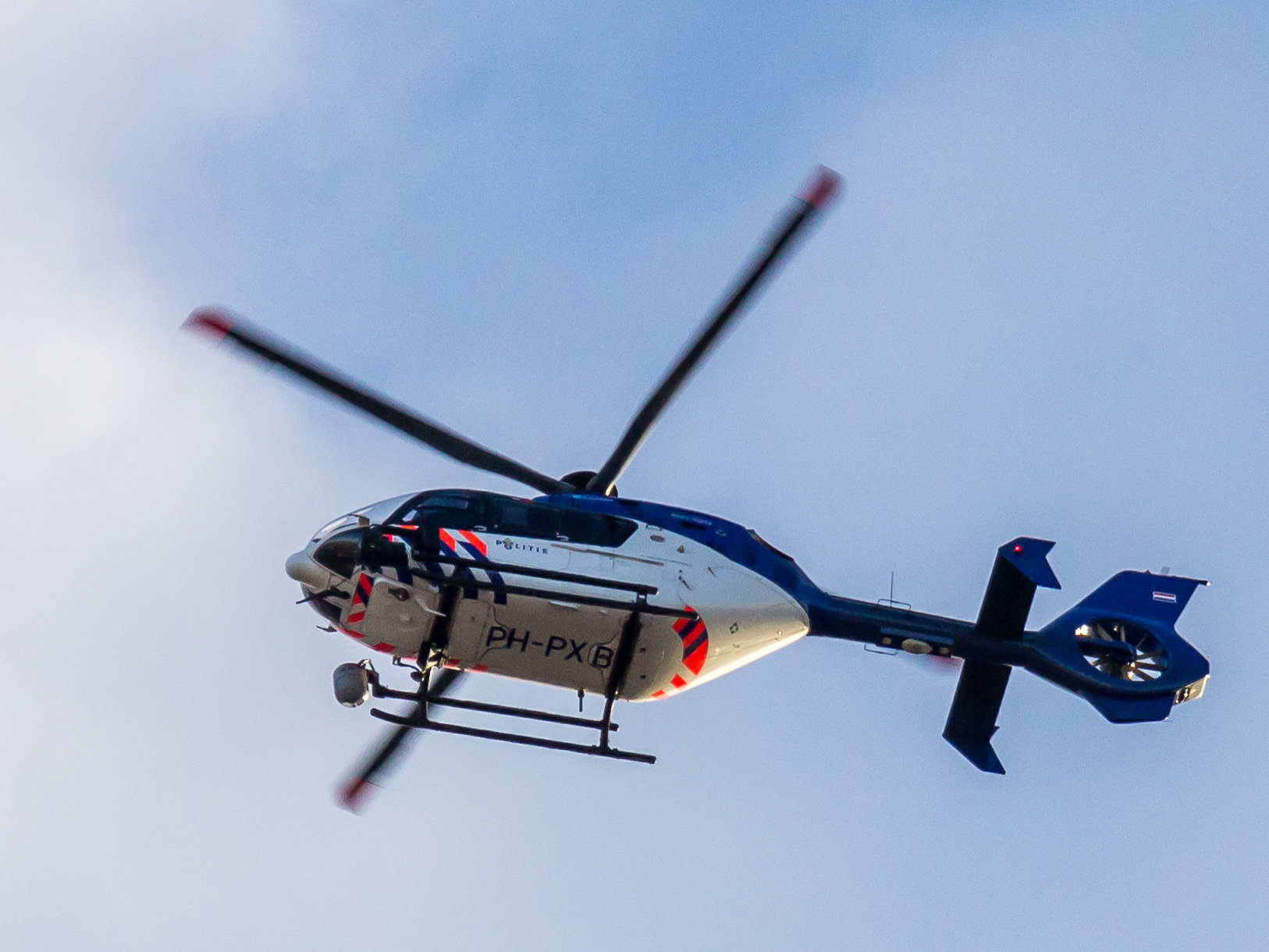
Eurocopter EC-135 PH-PXB

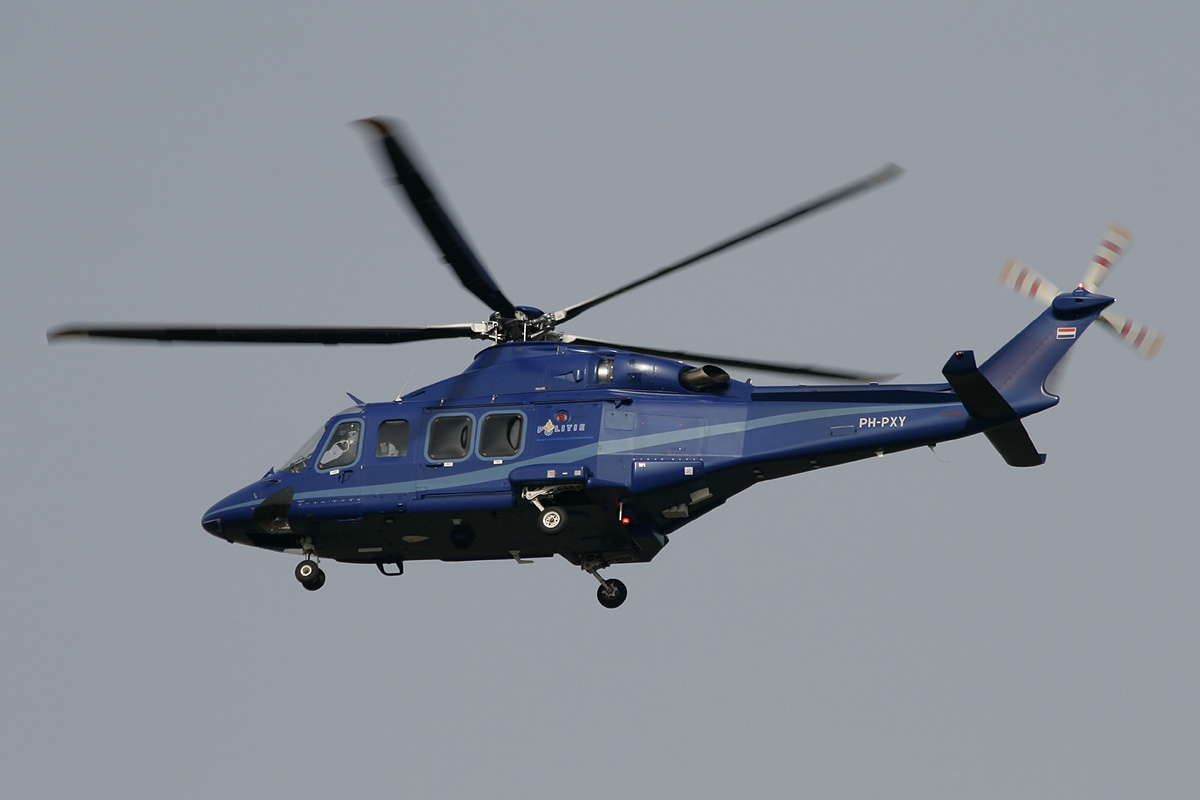
Agusta Westland AW139 (PH-PXY)

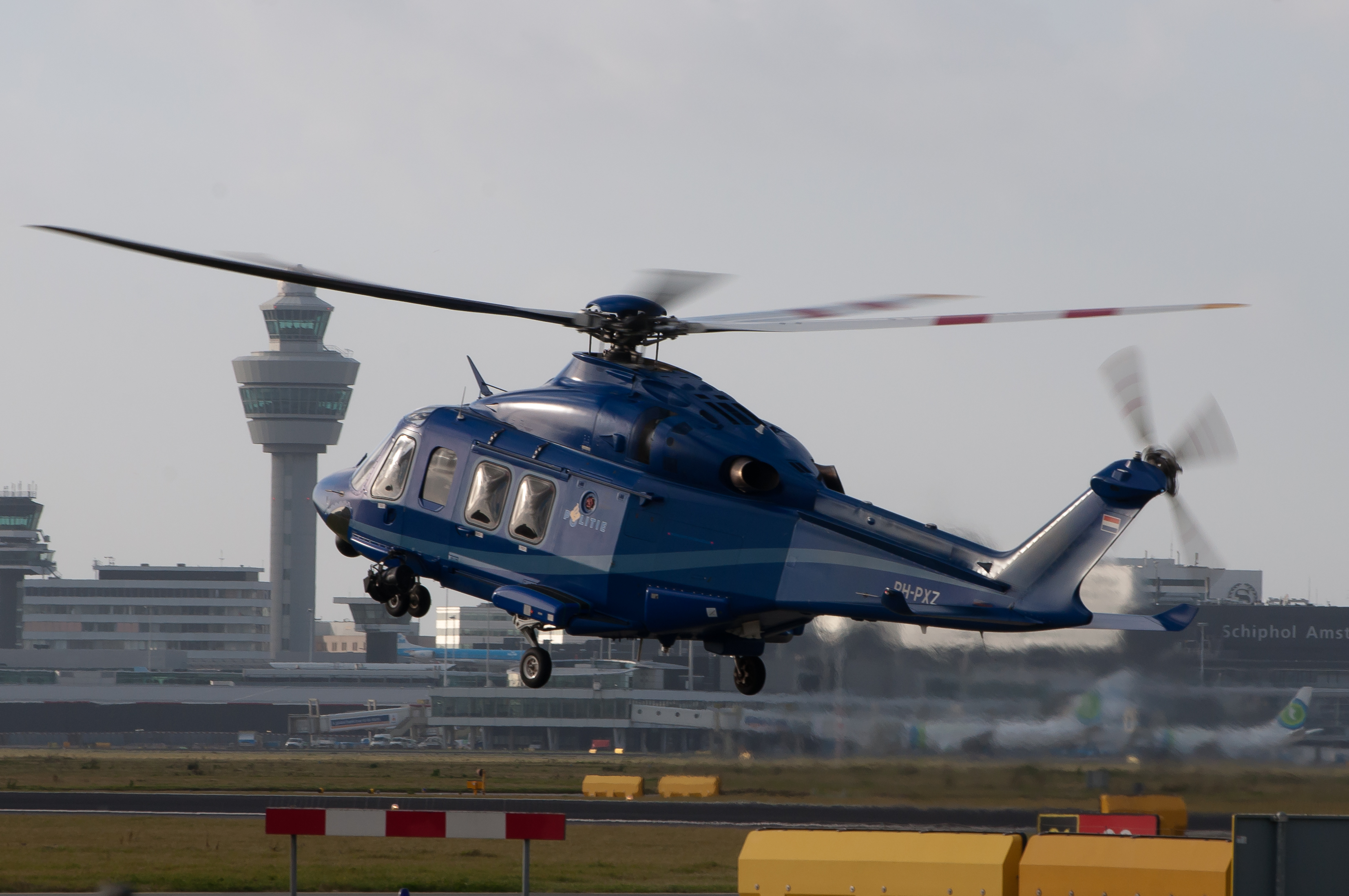
Agusta Westland AW139 (PH-PXZ)

## Vliegtuigen
Alle PH-RP* registraties werden in 1965 gereserveerd voor Dienst Luchtvaart van het Korps Rijkspolitie: "RP" - "R"ijks"p"olitie. In 1995 werden de openstaande reserveringen door de RLD ongedaan gemaakt.

### Vastvleugelige toestellen

#### Auster Mk3
Het eerste vliegtuig van de LVP, een Taylorcraft Auster Mk3 met KLu registratie 8A-6, werd in 1954 voor één gulden van de Koninklijke Luchtmacht overgenomen. Deze eerste Auster Mk3 kreeg de registratie PH-POL was in gebruik vanaf 18 april 1955 totdat hij tien dagen later total loss raakte bij een ongeval op Vliegveld Ypenburg.
Van de KLu werd een tweede Auster Mk3, de 8A-2, overgenomen, die eveneens de registratie PH-POL kreeg. Dit toestel was in dienst van juni 1955 t/m juni 1963

#### Cessna 172
In 1961 werd het het aantal vliegtuigen verdubbeld, toen de eerste Cessna 172 (PH-RPL) aangeschaft werd. Maar in 1963 werd de Auster verkocht en bleef alleen de Cessna over. In 1966 werd een tweede Cessna 172 aangeschaft, en in 1972 werd het aantal Cessna 172’s uitgebreid naar drie. In 1984 werden de drie Cessna 172’s vervangen door drie Cessna 182’s.
De Cessna 172’s die vanaf 1966 aangeschaft zijn werden geassembleerd door de Franse firma Reims Aviation.
De volgende Cessna 172’s zijn in gebruik geweest bij de LVP:
- PH-RPL Cessna 172B Skyhawk (’61-’68)
- PH-RPA Reims/Cessna F172G (’66-’76)
- PH-RPB Reims/Cessna F172H (’68-’80)
- PH-RPC Reims/Cessna FR172H Rocket (’72-’84)
- PH-RPF Reims/Cessna FR172J Rocket (’76-’84)
- PH-RPG Reims/Cessna FR172K Hawk (’79-’82 total loss na ongeval Schiphol)

#### Cessna 337 Super Skymaster
In 1973 en 1974 werd de luchtvloot van de LVP uitgebreid met twee Reims/Cessna FA337G Super Skymasters, geassembleerd door Reims Aviation, Frankrijk.
De Cessna 337 Super Skymaster is een tweemotorig toestel met twee propellers in een push-pull-configuratie: de motoren zijn gemonteerd in de neus en aan de achterkant van de korte romp. Het toestel heeft dubbele staartbomen waartussen de achterste propeller draait.
De Cessna 337 Super Skymasters werden in 1988 vervangen door twee Pilatus Islanders
De Reims/Cessna FA337G Super Skymaster die van 1973 tot 1988 in gebruik zijn geweest bij de LVP hadden de registraties PH-RPD (’73-’88) en PH-RPE (’74-’88).

#### Pilatus Britten-Norman BN.2T Turbine Islander
In 1988 werden de Cessna 337 Super Skymasters vervangen door twee Pilatus Britten-Norman BN.2T Turbine Islanders, een tweemotorig STOL-vliegtuig. Deze werden in 2003 buiten gebruik gesteld en verkocht. Hun taken werden overgenomen door Bölkow BO-105 helikopters waarvan er van 2004 t/m 2006 3 extra werden aangeschaft (PH-RPX, PH-RPY en PH-RPZ).
De Pilatus Britten-Norman BN.2T Turbine Islander’s die van eind 1988 tot 2003 in gebruik zijn geweest bij de LVP hadden de registraties PH-RPM en PH-RPN.

#### Cessna 182 Skylane II
In 1984 werden de Cessna 172’s vervangen door drie Cessna 182 Skylane II's In 2014 zijn de vliegtuigen verkocht via de Dienst Domeinen en werden hun taken door helikopters overgenomen.
De Cessna 182 R Skylane II’s die sinds 1984 in gebruik waren bij de LVP hadden de registraties PH-RPH, PH-RPI en PH-RPJ.

### Helikopters

#### Sud Aviation Gazelle
De Sud Aviation Gazelle was de eerste helikopter in dienst bij de Nederlandse politie. Op 15 april 1977 werd de Sud Aviation SA341G Gazelle F-WTNV voor proef ingezet door de Dienst Luchtvaart van het Korps Rijkspolitie

#### Bölkow BO-105
De Politie Luchtvaart Dienst kreeg de eerste Bölkow helicopter in 1976. Vanaf 1980 tot 1990 beschikte de dienst over vijf van deze helikopters. Buiten een luchtvaartregistratie had elke heli een eigen naam: De PH-RPV-1976- "Wim" is genoemd naar de Algemeen Inspecteur van de Rijkspolitie W.Reehorst, De PH-RPW-1976- "Henk" genoemd naar Tweede Kamerlid H.Koning, de PH-RPU-1978-"Barthold" is genoemd naar B.de Beaufort, de eerste commandant van de Dienst Luchtvaart, de PH-RPR-1980- "Dries" is genoemd naar A.van Agt, minister van Justitie en later Minister president van Nederland en de PH-RPS-1980- "Jacques" is genoemd naar A.Fonteijn, voormalig hoofd van de Directie Politie van Justitie. Door een crash werd dit vijftal helikopters van 1990 tot 2004 teruggebracht tot vier. In 2004 werd het aantal helikopters uitgebreid tot zeven van het type Bölkow BO-105. Deze hebben dienstgedaan tot 2009. Alle zeven waren gestationeerd op Schiphol: vijf BO-105 C’s (PH-RPR, PH-RPS, PH-RPU (total loss tijdens training van een z.g. autorotatie op vliegveld Lelystad in 1990), PH-RPV en PH-RPW) en drie BO-105 CBS-4’s (PH-RPX, PH-RPY en PH-RPZ).

#### Bell 206 JetRanger
De Bell 206B JetRanger 3 PH-SLI werd in 1991 door de Rijkspolitie voor één jaar gehuurd van de firma Schreiner Airways voor het maken van (extra) milieuvluchten op verzoek van het Ministerie van VROM.

#### Eurocopter Écureuil
Twee Eurocopter AS350 B2 Ecureuil’s PH-PLA en PH-PLB werden van eind 1995 tot halverwege 2002 gebruikt door de LVP.

#### McDonnell Douglas MD902 Explorer
In 1999 werd er een traject ingezet om de helicopters van de Dienst Luchtvaart te vervangen. De vier BO's 105C waren op dat moment bijna 25 jaar oud en de onderhoudskosten liepen behoorlijk op. Na een aanbestedingsprocedure viel de keus op de MacDonnel Douglas MD902. Uiteindelijk is het contract voor levering door de Politie geannuleerd omdat MD Helicopters niet de heli kon leveren zoals omschreven in het contract. Twee McDonnell Douglas MD902 Explorers (registraties N9201U en N9213Q) werden van 2001 tot 2005 door de Dienst Luchtvaart Politie gebruikt om de vliegers die in Arizona waren omgelest op de MD902 hun vaardigheden te laten behouden in afwachting van de levering van de nieuwe luchtvloot. Tijdens het huwelijk van Willem-Alexander en Máxima in februari 2002 is de N9201U ingezet om te voorkomen dat de plechtigheid overstemd zou worden door het lawaai van oude Bölkow heli’s die boven het centrum van Amsterdam zouden vliegen. De MD902 maakt aanzienlijk minder geluid dan de BO-105, doordat de MD902 een Notar-systeem in plaats van een staartrotor heeft. De Belgische politie heeft de MD902 ook in gebruik.

#### Eurocopter EC-135
In 2009 werden de zeven Bölkow BO-105’s van de vervangen door zes Eurocopter EC-135's met registraties PH-PXA (roepnaam: ‘Police01’), PH-PXB (‘Police02’), PH-PXC (‘Police03’), PH-PXD (‘Police04’), PH-PXE (‘Police05’) en PH-PXF (‘Police06’)

#### Agusta Westland AW139
In 2009 werden twee grotere Agusta Westland AW139’s met registraties PH-PXY (‘Police25’) en PH-PXZ (‘Police26’) aangeschaft.
In maart 2019 werd een derde Augusta Westland AW139 in gebruik genomen. Deze heeft als registratie PH-PXX (‘Police 24’).
| registratie                                                   | Callsign | Speciaal Callsign Kustwacht | Type  |
| ------------------------------------------------------------- | -------- | --------------------------- | ----- |
| PH-PXA                                                        | ZXP01    |                             | EC135 |
| PH-PXB                                                        | ZXP02    |                             | EC135 |
| PH-PXC                                                        | ZXP03    |                             | EC135 |
| PH-PXD                                                        | ZXP04    |                             | EC135 |
| PH-PXE                                                        | ZXP05    |                             | EC135 |
| PH-PXF                                                        | ZXP06    |                             | EC135 |
| PH-PXX                                                        | ZXP24    | NCG04                       | AW139 |
| PH-PXY                                                        | ZXP25    | NCG04                       | AW139 |
| PH-PXZ                                                        | ZXP26    | NCG04                       | AW139 |
| i.p.v. ZXP wordt vaak Police geroepen over de luchtvaartradio |          |                             |       |

#### Speciale operaties Kustwacht
Soms wordt de Dienst Luchtvaartpolitie gevraagd of zij willen vliegen voor de Kustwacht, bijvoorbeeld bij SAR-operaties. In dat geval vliegt de Dienst Luchtvaart meestal met een Agusta Westland en hebben zij een callsign dat gerelateerd is aan de Kustwacht.